# Tom Wilkinson
Thomas Geoffrey "Tom" Wilkinson OBE (født 5. februar 1948 i Leeds, England, død 30. december 2023) var en britisk skuespiller.
Han var Oscar-nomineret for bedste mandlige hovedrolle for sin rolle som "Matt Fowler" i filmen In The Bedroom.

## Filmografi
| År   | Titel                                 | Rolle                           | Noter                                 |
| ---- | ------------------------------------- | ------------------------------- | ------------------------------------- |
| 1976 | Smuga cienia                          | Chef Ransome                    | Wajda's adaptation of The Shadow Line |
| 1984 | Parker                                | Tom                             |                                       |
| 1985 | Sylvia                                | Keith Henderson                 |                                       |
| 1985 | Wetherby                              | Roger Braithwaite               |                                       |
| 1990 | Paper Mask                            | Dr Thorn                        |                                       |
| 1993 | In the Name of the Father             | Grant Richardson                |                                       |
| 1994 | Priest                                | Father Matthew Thomas           |                                       |
| 1994 | A Business Affair                     | Bob                             |                                       |
| 1994 | Prince of Jutland                     | Hardvendel                      |                                       |
| 1995 | Sense and Sensibility                 | Mr Dashwood                     |                                       |
| 1996 | The Ghost and the Darkness            | Robert Beaumont                 |                                       |
| 1997 | Frøken Smillas fornemmelse for sne    | Prof. Loyen                     |                                       |
| 1997 | The Full Monty                        | Gerald Cooper                   |                                       |
| 1997 | Wilde                                 | Marquess of Queensberry         |                                       |
| 1997 | Oscar and Lucinda                     | Hugh Stratton                   |                                       |
| 1998 | The Governess                         | Charles Cavendish               |                                       |
| 1998 | Rush Hour                             | Thomas Griffin/Juntao           |                                       |
| 1998 | Shakespeare in Love                   | Hugh Fennyman                   |                                       |
| 1999 | Ride with the Devil                   | Orton Brown                     |                                       |
| 1999 | Molokai: The Story of Father Damien   | Brother Joseph Dutton           |                                       |
| 2000 | Essex Boys                            | John Dyke                       |                                       |
| 2000 | The Patriot                           | General Lord Cornwallis         |                                       |
| 2000 | Chain of Fools                        | Robert Bollingsworth            |                                       |
| 2001 | In the Bedroom                        | Matt Fowler                     |                                       |
| 2001 | Another Life                          | Mr Carlton                      |                                       |
| 2001 | Black Knight                          | Sir Knolte of Malborough        |                                       |
| 2002 | The Importance of Being Earnest       | Dr. Frederick Chasuble          |                                       |
| 2002 | Before You Go                         | Frank                           |                                       |
| 2003 | Pige med perleørering                 | Pieter Van Ruijven              |                                       |
| 2003 | Normal                                | Jane Anderson                   |                                       |
| 2004 | If Only                               | Taxi driver                     |                                       |
| 2004 | Piccadilly Jim                        | Bingley Crocker                 |                                       |
| 2004 | Eternal Sunshine of the Spotless Mind | Howard Mierzwiak                |                                       |
| 2004 | Stage Beauty                          | Betterton                       |                                       |
| 2004 | A Good Woman                          | Tuppy                           |                                       |
| 2005 | Ripley Under Ground                   | John Webster                    |                                       |
| 2005 | Batman Begins                         | Carmine Falcone                 |                                       |
| 2005 | The Exorcism of Emily Rose            | Father Moore                    |                                       |
| 2005 | Separate Lies                         | James Manning                   |                                       |
| 2006 | The Night of the White Pants          | Max Hagan                       |                                       |
| 2006 | The Last Kiss                         | Stephen                         |                                       |
| 2007 | Dedication                            | Rudy Holt                       |                                       |
| 2007 | Cassandra's Dream                     | Howard                          |                                       |
| 2007 | Michael Clayton                       | Arthur Edens                    |                                       |
| 2008 | RocknRolla                            | Lenny Cole                      |                                       |
| 2008 | Valkyrie                              | Colonel General Friedrich Fromm |                                       |
| 2008 | Recount                               | James Baker                     |                                       |
| 2009 | Duplicity                             | Howard Tully                    |                                       |
| 2009 | 44 Inch Chest                         | Archie                          |                                       |
| 2010 | The Ghost Writer                      | Paul Emmett                     |                                       |
| 2010 | Burke & Hare                          | Dr. Robert Knox                 |                                       |
| 2010 | Jackboots on Whitehall                | Albert and Joseph Goebbels      | Voice                                 |
| 2011 | The Green Hornet                      | James Reid                      |                                       |
| 2011 | The Conspirator                       | Reverdy Johnson                 |                                       |
| 2011 | The Debt                              | Stefan Gold                     |                                       |
| 2011 | Mission: Impossible – Ghost Protocol  | IMF Secretary                   | Uncredited                            |
| 2012 | The Best Exotic Marigold Hotel        | Sir Graham Dashwood             |                                       |
| 2012 | Fury                                  | Xavier                          | aka The Samaritan                     |
| 2013 | The Lone Ranger                       | Latham Cole                     |                                       |
| 2013 | Belle                                 | Lord Mansfield                  |                                       |
| 2013 | Felony                                | Detective Carl Summer           |                                       |
| 2014 | The Grand Budapest Hotel              | Author                          |                                       |
| 2014 | Good People                           | DI John Halden                  |                                       |
| 2014 | Selma                                 | President Lyndon B. Johnson     |                                       |
| 2015 | Unfinished Business                   | Timothy McWinters               |                                       |
| 2015 | Bone in the Throat                    | Charlie                         |                                       |
| 2015 | Little Boy                            | Fr Oliver                       |                                       |
| 2015 | Jenny's Wedding                       | Eddie                           |                                       |
| 2016 | The Choice                            | Dr. Shep                        |                                       |
| 2016 | Snowden                               | Ewen MacAskill                  |                                       |
| 2016 | Denial                                | Richard Rampton                 |                                       |
| 2016 | This Beautiful Fantastic              | Alfie Stephenson                |                                       |
| 2018 | The Catcher Was a Spy                 | Paul Scherrer                   |                                       |
| 2018 | Burden                                | Tom Griffin                     |                                       |
| 2018 | Dead in a Week or Your Money Back     | Leslie                          |                                       |
| 2018 | The Happy Prince                      | Fr Dunne                        |                                       |
| 2018 | The Titan                             | Professor Martin Collingwood    |                                       |
| 2021 | Dr. Bird's Advice for Sad Poets       | Dr. Bird                        | Voice                                 |
| 2021 | SAS: Red Notice                       | William Lewis                   |                                       |

### TV
| År        | Film                                | Rolle                                           | Noter                                                         |
| --------- | ----------------------------------- | ----------------------------------------------- | ------------------------------------------------------------- |
| 1979      | Crime and Punishment                | Cadet                                           | Episode: "Part 1"                                             |
| 1983      | Panorama                            | Czuma                                           | Episode: "Two Weeks in Winter: How the Army Took Over Poland" |
| 1983      | Spyship                             | Martin Taylor                                   | 6-part BBC television miniseries                              |
| 1984      | Strangers and Brothers              | George Passant                                  | 2 episodes                                                    |
| 1984      | Sharma and Beyond                   | Vivian                                          | Television film                                               |
| 1984      | Squaring the Circle                 | Rulewski                                        | Television film                                               |
| 1985      | A Pocket Full of Rye                | Detective Inspector Neele                       | Television film                                               |
| 1985      | Travelling Man                      | "Granny" Jackson                                | Episode: "On the Hook"                                        |
| 1985      | Happy Families                      | Jack                                            | Episode: "Cassie"                                             |
| 1986      | First Among Equals                  | Raymond Gould                                   | 10-episode miniseries                                         |
| 1988      | The Woman He Loved                  | Ernest Aldrich Simpson                          | Television film                                               |
| 1988      | The Attic: The Hiding of Anne Frank | Silberbauer                                     | Television film                                               |
| 1988      | The Ruth Rendell Mysteries          | Robert Hathall                                  | 3 episodes                                                    |
| 1989      | First and Last                      | Stephen                                         | Television film                                               |
| 1990      | Inspector Morse                     | Music Master Jake Normington                    | Episode: "The Infernal Serpent"                               |
| 1990      | TECX                                | Hugo Gillon                                     | Episode: "The Wine Business"                                  |
| 1990      | Counterstrike                       | Unknown                                         | 2 episodes                                                    |
| 1990–1996 | Screen Two                          | David Hanratty / Father McAteer / Dr. Middleton | 4 episodes                                                    |
| 1991      | Parnell & the Englishwoman          | Sir Charles Russell                             | Episode: "The Libel"                                          |
| 1991      | Lovejoy                             | Ashley Wilkes                                   | Episode: "One Born Every Minute"                              |
| 1991      | Prime Suspect                       | Peter Rawlins                                   | 2 episodes                                                    |
| 1992      | Underbelly                          | Paul Manning                                    | Miniseries                                                    |
| 1992      | Resnick: Lonely Hearts              | Detective Inspector Charlie Resnick             | Television film                                               |
| 1993      | Stay Lucky                          | Allon                                           | Episode: "Gilding the Lily"                                   |
| 1993      | Resnick: Rough Treatment            | Detective Inspector Charlie Resnick             | Television film                                               |
| 1994      | The Inspector Alleyn Mysteries      | Gerald Lacklander                               | Episode: "Scales of Justice"                                  |
| 1994      | Shakespeare: The Animated Tales     | Buckingham (voice)                              | Episode: "King Richard II"                                    |
| 1994      | Performance                         | Duke Vincentio                                  | Episode: "Measure for Measure"                                |
| 1994      | Martin Chuzzlewit                   | Seth Pecksniff                                  | Miniseries                                                    |
| 1996      | Eskimo Day                          | Hugh Lloyd                                      | Television film                                               |
| 1997      | Cold Enough for Snow                | Hugh Lloyd                                      | Television film                                               |
| 1999      | David Copperfield                   | Narrator (Old David Copperfield)                | Television film                                               |
| 2002      | The Gathering Storm                 | Sir Robert Vansittart                           | Television film                                               |
| 2002      | An Angel for May                    | Sam Wheeler                                     | Television film                                               |
| 2003      | Normal                              | Roy/Ruth Applewood                              | Television film                                               |
| 2008      | John Adams                          | Benjamin Franklin                               | Miniseries                                                    |
| 2008      | Recount                             | James Baker                                     | Television film                                               |
| 2008      | A Number                            | Salter                                          | Television film                                               |
| 2009      | The Gruffalo                        | Fox (voice)                                     | Television film                                               |
| 2011      | The Kennedys                        | Joseph P. Kennedy Sr.                           | Miniseries                                                    |
| 2011      | The Gruffalo's Child                | Fox (voice)                                     | Television film                                               |
| 2017      | The Kennedys: After Camelot         | Joseph P. Kennedy Sr.                           | Cameo; The Kennedys Sequel                                    |
| 2018      | Watership Down                      | Threarah (voice)                                | Miniseries                                                    |
| 2020      | Belgravia                           | Peregrine, Earl of Brockenhurst                 |                                                               |
| 2023      | The Full Monty                      | Gerald Cooper                                   |                                                               |

### Computerspil
| År   | Film          | Rolle                         | Noter |
| ---- | ------------- | ----------------------------- | ----- |
| 2005 | Batman Begins | Carmine Falcone               |       |
| 2012 | Sleeping Dogs | Superintendent Thomas Pendrew |       |